# Lápi poszáta
A lápi poszáta (Helopsaltes pryeri) a verébalakúak (Passeriformes) rendjébe, ezen belül a tücsökmadárfélék (Locustellidae) családjába és a Helopsaltes nembe tartozó faj. 12-14 centiméter hosszú. Kelet-Ázsia északkeleti részének mocsaras területein él, északi állományai télen délebbre vonulnak. Apró rovarokkal táplálkozik. Júniustól augusztusig költ. Életterületének csökkenése miatt mérsékelten fenyegetett.

## Alfajok
- H. p. sinensis (Witherby, 1912) – költőterülete kelet-Mongóliától délkelet-Oroszországig terjed, délkelet-Kínában telel;
- H. p. pryeri (Seebohm, 1884) – költőterülete közép-Japán, telelni dél-Japánba vonul.

## Fordítás
- Ez a szócikk részben vagy egészben  a   Marsh grassbird című angol Wikipédia-szócikk fordításán alapul.  Az eredeti cikk szerkesztőit annak laptörténete sorolja fel. Ez a jelzés csupán a megfogalmazás eredetét és a szerzői jogokat jelzi, nem szolgál a cikkben szereplő információk forrásmegjelöléseként.